# Hanging on the Telephone
A Hanging on the Telephone egy dal az amerikai Blondie rockegyüttes 1978-as Parallel Lines albumáról. A dalt eredetileg Jack Lee gitáros írta az 1970-es években népszerű The Nerves popegyüttes egy 1976-os EP-jére. A Blondie féle feldolgozás olyan sikeres lett, hogy a későbbiekben csak nagyon kevesen tudták, hogy eredetileg nem is Blondie-dal.
Kislemez kiadása az ötödik helyet érte el az angol slágerlistán. Több későbbi előadó is feldolgozta, mint például a Girls Aloud, a Def Leppard, és a Sinergy nevű finn power metal együttes.

## Kislemez kiadás

### UK 7" (CHS 2266)
1. Hanging on the Telephone (Jack Lee) – 2:17
2. Will Anything Happen (Lee) – 2:55

### US 7" (CHS 2271)
1. Hanging on the Telephone (Lee) – 2:17
2. Fade Away and Radiate (Chris Stein) – 3:57